# Гущино (Большереченський район)
Гущино (рос. Гущино) — присілок у Большереченському районі Омської області Російської Федерації.
Муніципальне утворення — Шипіцинське сільське поселення. Населення становить 220 осіб.

## Історія
Згідно із законом від 30 липня 2004 року входить до складу муніципального утворення Шипіцинське сільське поселення.

## Населення
| 1926 | 2002 | 2010 |
| ---- | ---- | ---- |
| 242  | ↗295 | ↘220 |